# Trollsjön (Gagnefs socken, Dalarna)
Trollsjön är en sjö i Gagnefs kommun i Dalarna och ingår i Dalälvens huvudavrinningsområde.